# Color primari

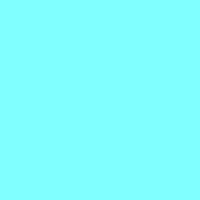
Cian

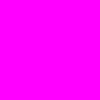
Magenta

Groc

Un color primari és un color que no es pot crear barrejant colors de la gamma de color en un cert espai de color.
Els colors primaris es poden barrejar entre si per produir la majoria dels colors: quan es barregen dos colors primaris es produeix el que es coneix com a color secundari, i quan se'n barreja un de secundari amb un de primari s'obté un color terciari.
La teoria tricromàtica va ser desenvolupada a principis del segle XIX pel físic Thomas Young i altres, per explicar com és possible sintetitzar qualsevol color a partir de tres colors primaris: blau, verd i vermell. Durant el segle xx va experimentar un impuls en poder-se mesurar la resposta de tres tipus de cons receptors a l'ull humà. Avui en dia ha estat absorbida per altres teories més complexes. En definitiva, la forma actualitzada d'exposar la teoria tricromàtica seria dient que qualsevol llum de color, en la gamma de longituds d'ona visibles per l'ull humà, es pot considerar com la barreja de tres llums de colors primaris, especificada com un sistema de tres coordenades, i per això n'hi ha prou amb tres paràmetres per especificar totalment una llum de color arbitrari.

## Tipus
Hi ha dos grups de colors primaris: els additius (que apliquen a la mescla de llums) vermell, verd i blau i els sostractius (que apliquen a la mescla de pigments) cian, groc i magenta.
Tradicionalment, s'ha ensenyat que els pigments primaris eren el vermell, groc i blau. Això no és tècnicament cert, tot i que és una bona aproximació. En realitat vermell i blau són colors secundaris, fets de la mescla de magenta i groc, o magenta i cian, respectivament. Com a curiositat, els colors primaris additius són els secundaris subtractius, i al contrari.
Els tres colors primaris coneguts com a tals són propis de la física del color, el color com a llum. Els colors com a matèria, els pigments que fa servir el pintor, són quatre: groc - blau - roig - verd. La teoria del color d'Ostwald situa aquests dos parells de colors com a oposats i complementaris. La barreja dels quatre colors, segons sia la proporció de cada color en la barreja, fa els colors més neutralitzats, creant-ne els diferents matisos fins a arribar al neutre total, que és el gris absolut, sense cap predomini de cap color. És un exercici que es recomana als que volen ser pintors i tenen problemes per fer les barreges per fer un matís determinat. El to d'un color determinat s'aconsegueix barrejant els colors amb blanc -cap a la llum-, o amb negre -cap a la foscor. El color negre no sempre és un determinat "color" sinó la barreja adequada dels quatre considerats primaris en parlar de matèria de color o pigment.
Històricament, però, s'han considerat altres colors com a primaris. Per exemple, a l'antiga Grècia els colors bàsics eren el vermell, el verd, el blanc i el negre, una concepció que té a veure amb els termes bàsics de color i com es donen en diverses llengües.

## Base biològica
Els colors primaris no són una propietat fonamental de la llum, sinó un concepte biològic, basat en la resposta fisiològica de l'ull humà a la llum. Fonamentalment, la llum és un espectre continu de longituds d'ona, cosa que significa que en realitat existeix un nombre gairebé infinit de colors. Això no obstant, un ull humà normal només conté tres tipus de receptors, anomenats cons. Aquests responen a longituds d'ona específiques de llum roja, verda i blava. Les persones i els membres d'altres espècies que tenen aquests tres tipus de receptors es diuen tricromàtics. Encara que la sensibilitat màxima dels cons no es produeix exactament en les freqüències roja, verda i blava, són els colors que s'escullen com a primaris, perquè permeten estimular els tres receptors de color de manera gairebé independent, proporcionant una àmplia gamma. Per generar rangs de color òptims per a altres espècies a part dels éssers humans, s'haurien d'usar altres colors primaris additius. L'ull humà es força limitat, reconeixem els tres colors bàsics, s'escapen els colors en la banda dels ultraviolats, que, en canvi, nombroses espècies d'animals sí que poden utilitzar. Les retines d'insectes i altres artròpodes, peixos, rèptils, ocells i alguns mamífers, van més enllà de l'espectre cromàtic humà. Per exemple, per a les espècies conegudes com a tetracromàtiques, amb quatre receptors de color distints, s'utilitzarien quatre colors primaris (com els humans solament poden veure fins a 400 nanòmetres (violeta), però els tetracromàtics poden veure part de l'ultraviolat, fins als 300 nanòmetres aproximadament, aquest quart color primari estaria situat en aquest rang i probablement seria un magenta espectral pur, en lloc del magenta que veiem, que és una barreja de vermell i blau). Moltes aus i marsupials són tetracròmics, i s'ha suggerit que algunes dones neixen també tetracròmiques, amb un receptor extra per al groc. D'altra banda, la majoria dels mamífers tenen solament dos tipus de receptor de color i, per tant, són dicromàtics; per ells, solament hi ha dos colors primaris.

## Història

Dispersió de la llum. Base de la teoria d'Isaac Newton.

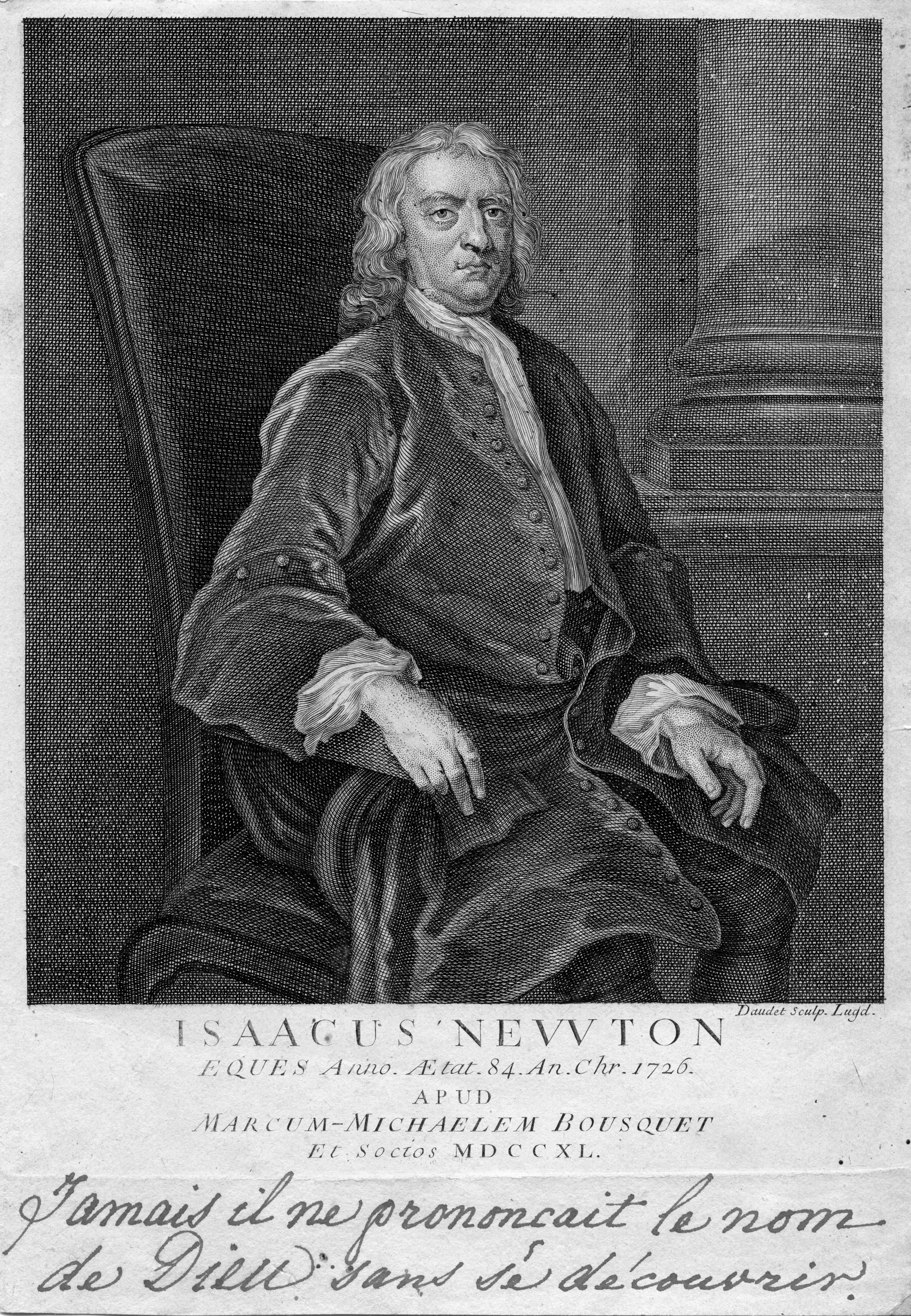
Isaac Newton.

El concepte de barrejar colors existia des de l'Antiga Grècia. Malgrat això, Isaac Newton va teoritzar l'existència dels colors primaris i els seus derivats, que apareix publicada al seu llibre Opticks (1704). Newton plantejava que —de la mateixa manera que les notes musicals— existien set colors bàsics a la llum, en concret, els tons que més ressaltaven en l'espectre d'un prisma. Aquesta teoria idealitzava el model sense tenir en compte que, en el fenomen de la dispersió de la llum, hi ha una gradació tonal corresponent a una distribució uniforme de rangs de freqüència. Més tard, Johann Wolfgang von Goethe va estudiar i va descriure un model al seu llibre Teoria dels colors (1810). Per a Goethe, els colors havien de representar les sensacions bàsiques, i per això va representar una carta de sis colors, amb colors primaris i secundaris. Després, l'Escola Francesa de pintura, recolzada en el model de Goethe, va crear el model RYB (red, yellow, blue en anglès).
Després del desenvolupament de l'impressionisme al segle XIX, les investigacions sobre la naturalesa ondulatòria de la llum i la percepció visual humana, estudiats durant els segles XIX i XX, van trobar les pistes per determinar amb més precisió un grup més proper a l'ideal de colors primaris. Es troba que en la barreja subtractiva, el blau i el vermell són aproximacions força imprecises, ja que s'obtenen mitjançant la barreja de diversos tints i generen tons de poca lluminositat, considerats com a «impurs» o «bruts». D'aquesta manera, el cian es va determinar com un millor substitut per al blau, i el magenta va reemplaçar el vermell, donant origen al model de síntesi subtractiva de color actual, la qual reemplaça el model RYB.
A més d'això, amb les investigacions de Maxwell es va perfeccionar el coneixement sobre la síntesi additiva de color, i es va descobrir que els models de barreja subtractiva i additiva són aproximadament recíprocs. Aquests dos donen pas a la seva adopció en l'entorn industrial, que continua fins a l'actualitat per a totes les tècniques que exigeixin representació de color. Hi figuren la televisió, la fotografia, la impressió, la litografia òfset i la indústria de les arts gràfiques.
Finalment, i per raons pràctiques -entre les quals figura l'economia de tintes- a la barreja subtractiva (cian-magenta-groc) es va afegir el pigment negre, normalment més barat de produir i ideal per a la impressió de text, arribant al model de color CMYK⁣ (cian-magenta-groc-negre). Addicionalment, per proveir un registre més fidel del color en algunes tonalitats crítiques (com el color del cel blau clar), es van afegir a més variacions de les tintes cian i magenta de menor intensitat, compostos directament a la tinta. Permet fer gradacions tonals més delicades i s'utilitza en impressores de qualitat fotogràfica i en alguns processos litogràfics previs a la separació per semitons.

## Models

### Model tradicional de coloració (RYB)

Model de color RYB.

(De l'anglès Red, Yellow, Blue). És el model tradicional de síntesi subtractiva de color, precursor del model CMY(K). Té els seus orígens en el segle XVI, i en ell es consideren els tres colors primaris. Amb aquest model s'explica la formació dels colors secundaris taronja, verd i lila.
Actualment, el model ha sigut reemplaçat pel model CMYK, encara que dins el currículum dels estudis avançats d'art (belles arts, arts visuals i disseny gràfic) apareix dins l'educació bàsica. En alguns casos, professionals de la indústria, continuen a favor d'aquest model i només utilitzen el CMYK en la indústria.

### Colors primaris en els pigments (CMY)
La síntesi subtractiva teoritza la barreja dels pigments per crear colors que absorbint certes longituds d'ona i reflecteixin d'altres (la teoria bàsica de per què veiem els colors).

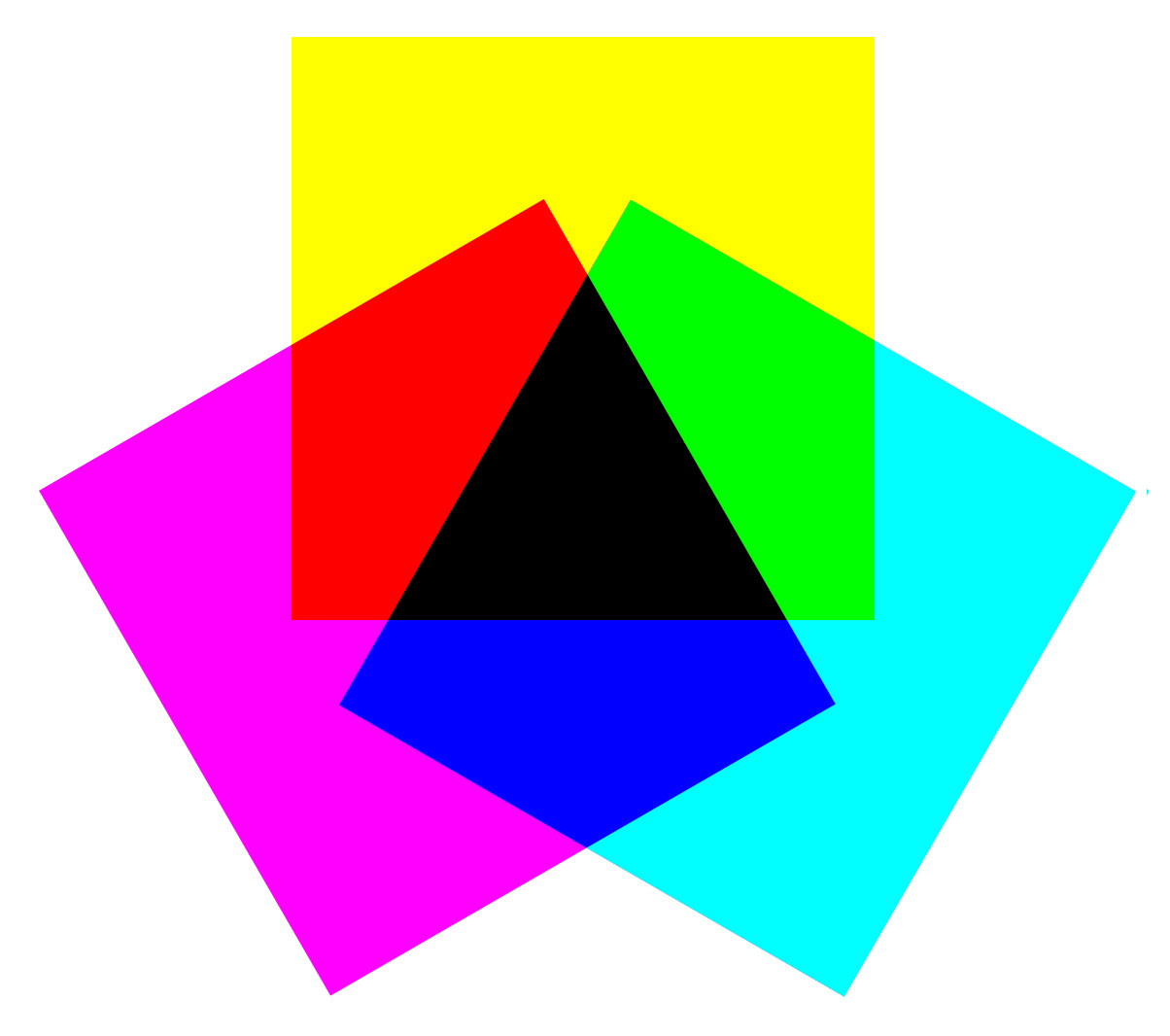
Model CMY.

La barreja dels tres colors primaris cian-magenta-groc, conegut per les sigles CMYK (Cyan, Magenta, Yellow y Black -aquest últim per impremta) dona origen a tonalitats grises fosques que tendeixen al negre -en el model ideal-. La barreja dels colors primaris dona els següents resultats:
- Cian + magenta = Blau
- Magenta + groc = Vermell
- Groc + cian = Verd
- Cian + vermell + groc = Negre

### Colors primaris en la llum (RGB)

Model RGB.

També coneguts com a colors llum, la síntesi additiva de color implica que s'emet llum de diferents colors. Els televisors, els monitors i les pantalles són les aplicacions pràctiques més comunes de la síntesi additiva.
La tríada vermell-verd-blau, coneguda també com a RGB (Red, Green, Blue), es considera com el conjunt de colors primaris de la llum, ja que amb ella es pot representar una gamma molt àmplia de colors visibles. A més a més, a barreja dels tres en iguals intensitats (addició) resulta en grisos clars, que tendeixen al blanc -altra vegada en el model ideal-.
A la síntesi additiva, la barreja dels colors primaris ideals dona els següents resultats:
- Vermell + verd = Groc
- Verd + blau = Cian
- Blau + vermell = Magenta
- Vermell + verd + blau = Blanc

### Reciprocitat entre CMY i RGB
Segons els dos models ideals, tots dos esquemes de color tenen una clara correspondència: els colors secundaris del model RGB són els colors primaris de CMYK, i viceversa. Això és cert en el pla teòric i es pot considerar vàlid fins a cert punt, a la pràctica és impossible d'aconseguir, ja que la percepció del color és una funció biològica i no una propietat física de la llum. És pràcticament impossible en la realitat obtenir pigments i llums totalment purs, i qualsevol barreja, sense importar que sigui substractiva o additiva, és realment un fenomen d'interferència percebuda com una falsa tonalitat per l'ull, i no un canvi real a la freqüència de la llum. Per aquesta raó, és molt poc probable obtenir una correspondència absoluta per a cada color entre tots dos models, i si això es fa necessari cal fer ús de mètodes que simulen la percepció visual per aproximar una resposta entre tots dos models, la qual cosa és el camp d'estudi de la colorimetria.

## Colors secundaris i terciaris
El concepte de colors secundaris i terciaris té l'origen en l'art. Un color secundari és el que s'obté mitjançant la barreja de dos colors primaris en proporcions iguals. De la mateixa manera, un color terciari és l'obtingut mitjançant la barreja d'un primari amb el secundari. Si un primari es barreja amb el complementari secundari es forma un color que està format pels tres primaris en proporcions de 50+25+25, i a causa del seu aspecte «brut» o «apagat» se'ls anomena comunament colors «terres».